# Ломидзе, Антонина Васильевна
Антонина Васильевна Ломидзе (1908 год, Сигнахский уезд, Тифлисская губерния, Российская империя — дата смерти неизвестна) — звеньевая колхоза имени Тельмана Лагодехского района Грузинской ССР. Герой Социалистического Труда (1949).

## Биография
Родилась в 1908 году в крестьянской семье в одном из сельских населённых пунктов Сигнахского уезда (сегодня — Лагодехский муниципалитет). По окончании местной сельской школы, трудилась в частном сельском хозяйстве. После начала коллективизации работала рядовой колхозницей в колхозе имени Тельмана Лагодехского района, председателем которого был Георгий Виссарионович Натрошвили. За выдающиеся трудовые достижения в годы Великой Отечественной войны была награждена медалью «За трудовое отличие». В послевоенные годы была назначена звеньевой табаководческой бригады в колхозе имени Тельмана Лагодехского района.
В 1948 году звено под руководством Антонины Ломидзе собрало в среднем с каждого гектара по 33 центнера табака сорта «Трапезонд» на участке площадью 3 гектара. Указом Президиума Верховного Совета СССР от 3 мая 1949 года удостоена звания Героя Социалистического Труда «за получение высоких урожаев кукурузы и табака в 1948 году» с вручением ордена Ленина и золотой медали «Серп и Молот».
Этим же Указом звание Героя Социалистического Труда получили также труженики колхоза бригадир Степан Иванович Бесашвили, звеньевые Мариам Сергеевна Гошадзе и Иосиф Иванович Кадагишвили.
За выдающиеся трудовые результаты по итогам 1949 года была награждена вторым Орденом Ленина.
Дальнейшая судьба не известна.
Награды
- Герой Социалистического Труда
- Орден Ленина — дважды (1949; 03.07.1950)
- Медаль «За трудовое отличие» (07.01.1944)